# Архитектура Иркутска
Архитекту́ра Ирку́тска представляет собой градостроительную композицию с историческим центром, сформировавшимся на рубеже XIX—XX веков. Иркутск отнесён к историческим поселениям России, его исторический центр внесён в предварительный список Всемирного наследия ЮНЕСКО.

## Планировка и застройка

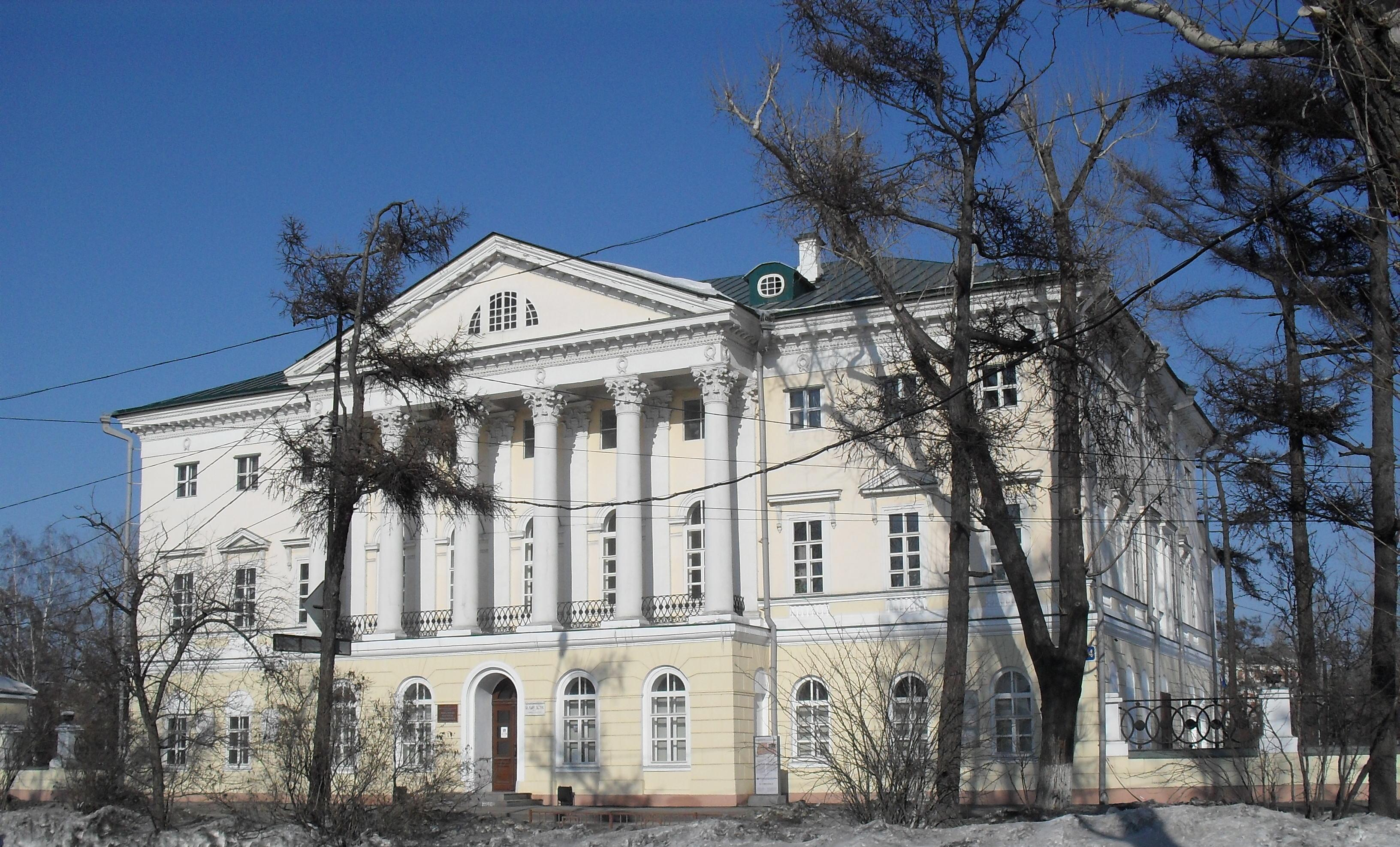
Бывшая резиденция генерал-губернаторов

Иркутск — один из немногих городов Сибири, которому удалось сохранить свой исторический облик и первоначальную планировку. Его центр города складывался на месте деревянного острога, остатки которого были разобраны в 1790 году. Спасская церковь — единственная уцелевшая постройка острога (после многократных ремонтов утратила первоначальный облик), вместе с Богоявленским собором образует древнейший архитектурный ансамбль Иркутска. Другой видный ансамбль города расположен у набережной Ангары в начале улицы Карла Маркса. Он образован памятником основателю Транссибирской магистрали — Александру III, краеведческим музеем с круглыми угловыми башнями, выполненным в мавританском стиле, и Сибиряковским дворцом. Дворец, более известный как «Белый дом», был построен градоначальником М. Сибиряковым в начале XIX века в стиле классицизма, ворота дома до революции украшали скульптуры спящих львов. В 1838—1917 годы в здании размещалась резиденция генерал-губернаторов. Историко-архитектурную зону «Декабристы в Иркутске» образуют Преображенская церковь, сиропитательный дом Е. Медведниковой, дома декабристов Трубецкого и Волконского, дом М. Сперанского и другие. Так же заповедный район «Желябовский комплекс» включает кварталы деревянной застройки. На главных улицах города — Карла Маркса и Ленина, пересекающихся друг с другом, — сосредоточены памятники каменного зодчества конца XIX — начала XX веков. Главная пешеходная улица — Урицкого.

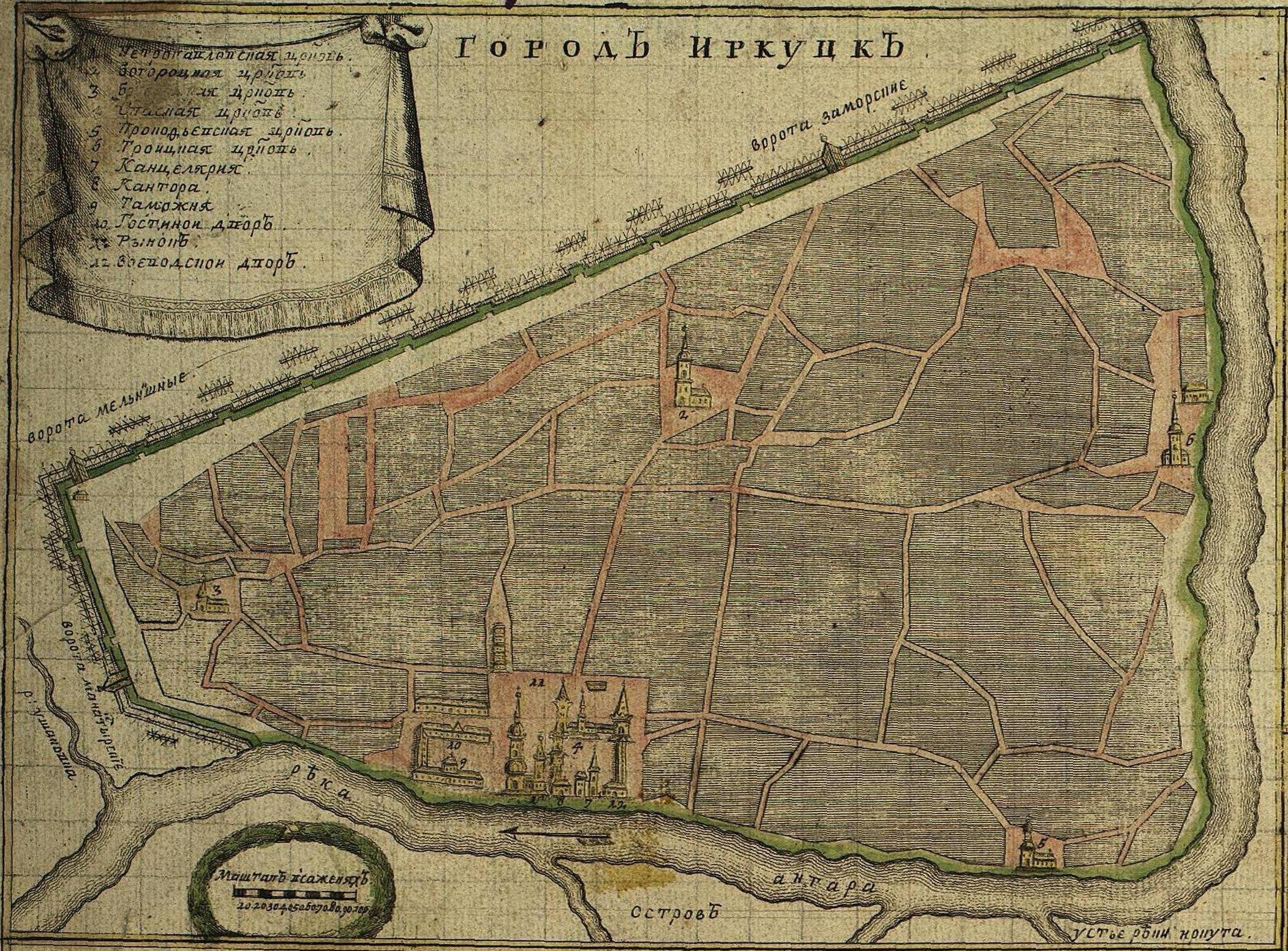
План Иркутска, 1730 год

В XVIII веке улицы Иркутска оставались «косы и кривы». В 1760-е годы первым иркутским губернатором К. Л. Фрауендорфом принимаются меры «к благоустройству города». Первый регулярный план развития города был разработан неизвестным автором в 1791 году и утверждён Екатериной II 4 августа 1792 года. Реализация плана началась лишь в 1810-е годы. К этому времени относится введение предварительного согласования всех проектов построек с архитектором города. С улицы Морской с места острога открывался путь на Байкал. Улица Першпективная, образованная на месте городской укрепительной стены, выходила на Якутский тракт. Улица Московская вела к переправе через Ангару, откуда начинался Сибирский тракт. Кругоморская дорога с левого берега Ангары вела в Забайкалье. Во 2-й половине XIX века появляются многоквартирные деревянные дома. В 1891 году был разобран Гостиный двор, построенный в конце XVIII века по типовому палладианскому проекту. В 1930-е годы прекратил существование Интендантский сад. Здание городской думы, перестроенное в 1895 году, в советское время полностью утратило свой первоначальный вид вместе с декором фасада.
В 1930—1940-е годы появляются единичные строения в стиле советского конструктивизма, позднее дополненные элементами классического ордера. В этом стиле строились здания Госбанка СССР, управления ВСЖД, гостиницы «Сибирь». В 1934 году была произведена реконструкция прежде 2-этажного здания городской думы, в результате чего строение утратило классицистический декор. Ярким образцом сталинской архитектуры 1940—1950-х годов служит здание компании «Востсибуголь», выдержанное в стиле монументального классицизма. На 1970—1980-е годы пришёлся период творчества ленинградского архитектора В. Павлова. Его известные работы — административный «дом на ногах» и жилой «дом-корабль» выполнены в стиле необрутализма.
В 1970 году Иркутск был включён в список исторических городов. В 2007 году принят генеральный план города, заменивший советский план 1970 года. В Правобережном округе строится деловой квартал Иркутск-Сити. На 2010 год в городе насчитывалось один проспект и свыше тысячи улиц общей протяжённостью около 700 км. Многие улицы исторического центра сохраняют советские названия, данные им в 1920 году.

## Скульптура

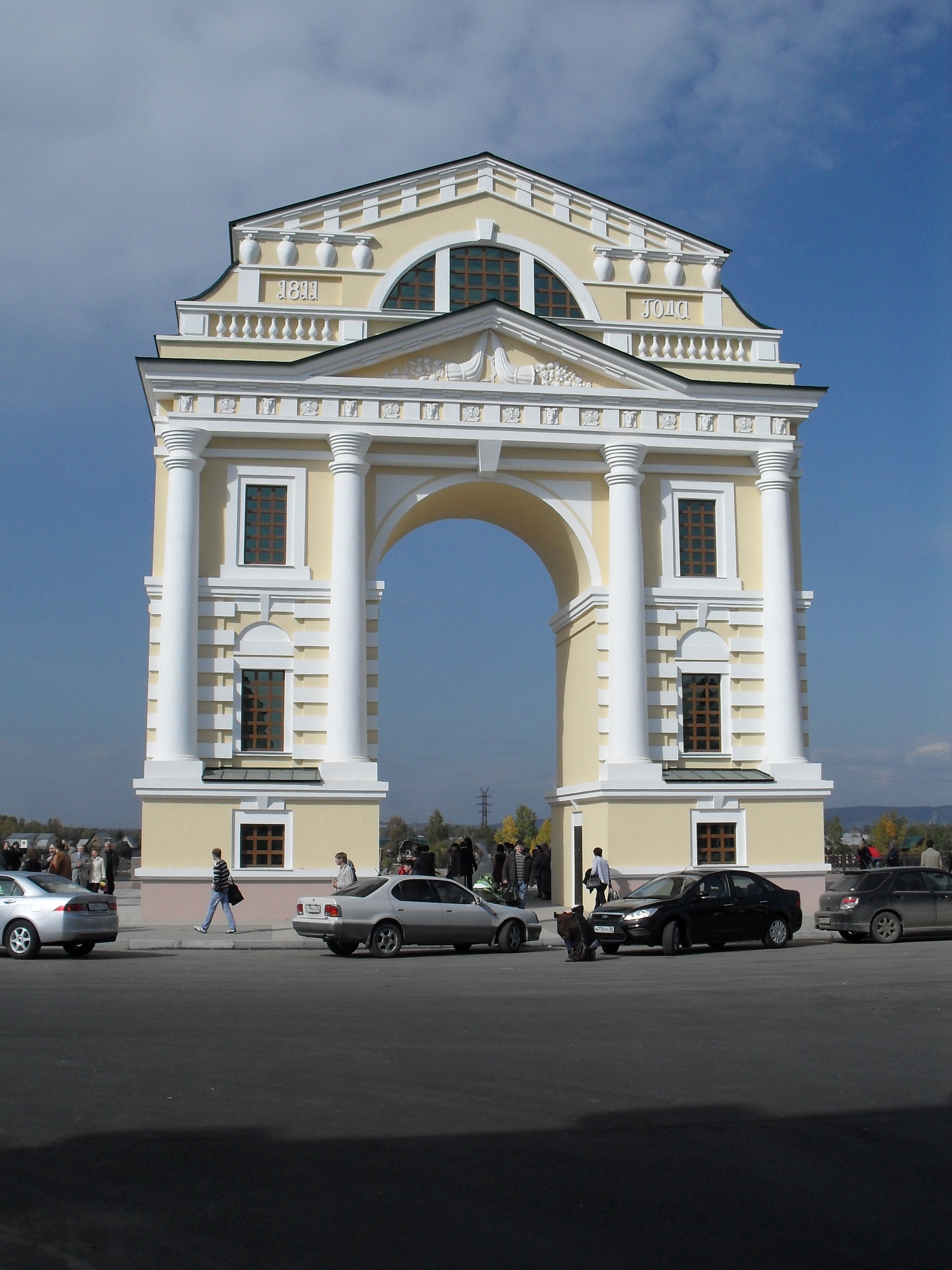
Московские ворота после восстановления

Монументальное искусство советского периода представлено мемориальным комплексом «Вечный огонь», памятниками В. Ленину на улицах Ленина, Пролетарской, Ангаргэсстроя, памятником борцам революции на братской могиле красноармейцев и другими. В 1967 году на стене старинного здания открыто панно «Интернационал» из керамической мозаики.
Среди монументов постперестроечных лет — восстановленный памятник Александру III. Он был установлен в 1908 году в ознаменование прокладки Транссиба, прошедшего через Иркутск. В 1920 году статуя царя была демонтирована. На старый пьедестал в 1964 году установлен обелиск, названный памятником первопроходцам, а в народе — «Шпиль». В 2003 году советский символ был демонтирован, на его место на средства железной дороги установлена копия дореволюционной статуи императора. В 2004 году установлен памятник адмиралу А. Колчаку недалеко от места его расстрела в 1920 году.
В 2011 году на празднование 350-летия города на Нижней набережной восстановлена триумфальная арка Московские ворота, выполненные в стиле ампир; установлен памятник Основателям Иркутска с бронзовой статуей Якова Похабова, изготовленной московскими скульптурами. Среди прочих монументов — конный памятник маршалу Г. Жукову, памятник драматургу А. Вампилову, монумент российско-японских связей, памятник жёнам декабристов и другие.

## Культовое зодчество (Религиозная архитектура)

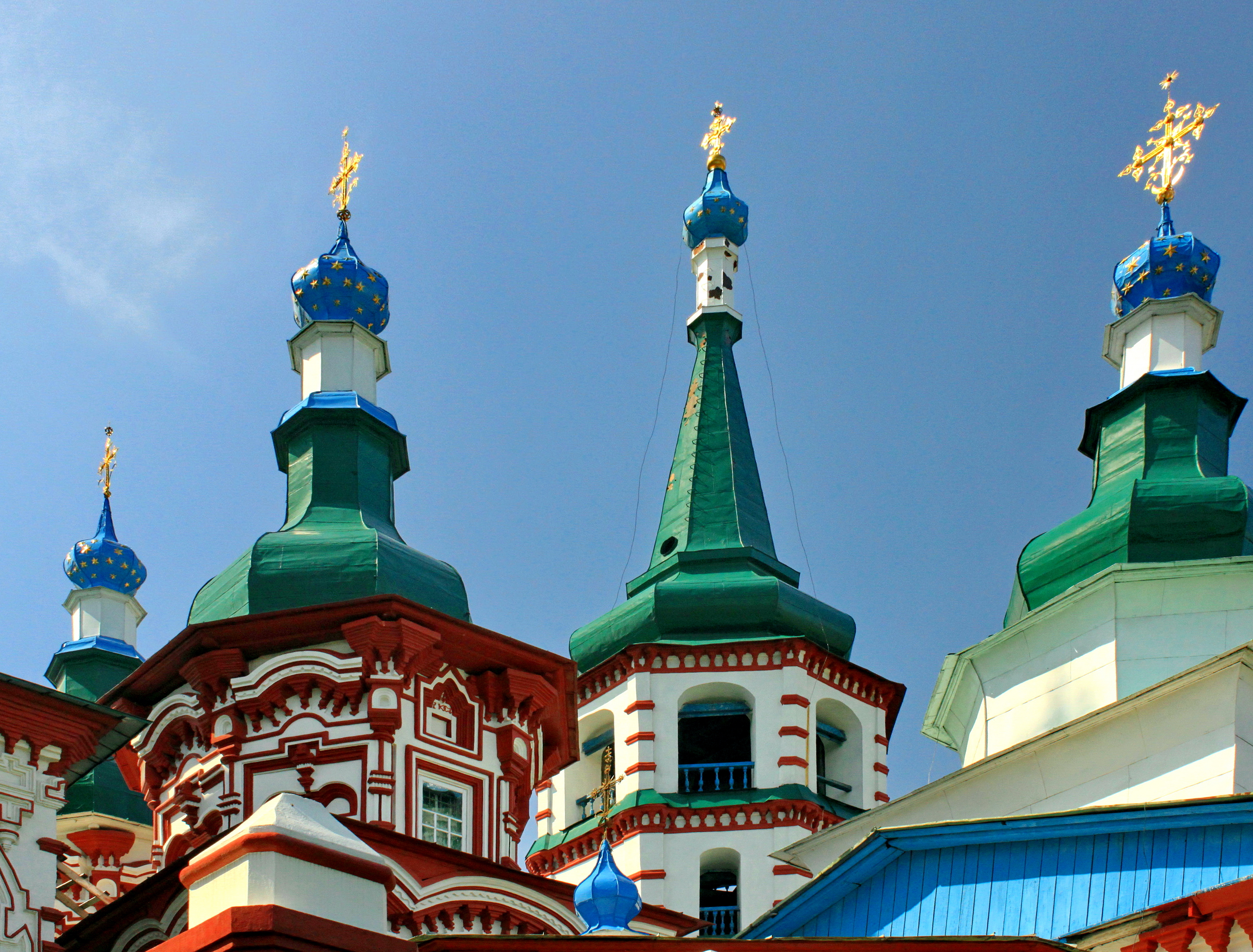
Крестовоздвиженская церковь

Русское зодчество представлено старейшим каменным зданием, сохранившимся от острога — Спасской церковью, построенной в 1706—1710 годах приезжим мастером Моисеем Долгих. Она была первым кафедральным собором Иркутска. В 1758 году была пристроена колокольня с барочным орнаментом, увенчанная высоким шпилем. Восточный фасад храма в начале XIX века украшен наружными фресками. Так же сочетают в себе элементы древнерусского и барочного стилей Знаменская церковь с ярусной колокольней и празднично декорированный Богоявленский собор с шатровой колокольней. Последний служил в качестве кафедрального храма в течение полутора веков.
Самым ярким образцом сибирского барокко является Крестовоздвиженская церковь, расположенная на Иерусалимской горе. Ступообразный силуэт храма наподобие буддийской пагоды устремлён ввысь. Её фасады богато декорированы узорами геометрических фигур с выступами и углублениями. Другой известный храм этого направления — Троицкая церковь с ярусной колокольней. Её композиция напоминает Спасскую церковь, и отличается от последней крупным куполом храма. В эпоху позднего барокко появилась Харлампиевская церковь, отличающаяся пышным декором. Преображенская церковь объединяет мотивы барокко и элементы пришедшего ему на смену классицизма. Зрелый классицизм представлен Входо-Иерусалимской церковью, имеющей портик с колоннадами. Сохранилось незначительное количество памятников классицизма. Эклектика с византийскими элементами конца XIX века представлена Казанской и Князе-Владимирской церквями.
В этом же стиле был выполнен грандиозный Казанский собор высотою 60 метров, с 1894 по 1920 год являвшийся кафедральным храмом. В 1930-е годы он был разрушен, как и многие другие церкви — Чудотворская, Благовещенская, Тихвинская, Успенская, Александринская, Вознесенская кирха, а также часовня во имя Христа Спасителя. В годы советской власти главным собором была Крестовоздвиженская церковь, из приходских церквей действовали Знаменская и Михаило-Архангельская.

## Деревянное зодчество

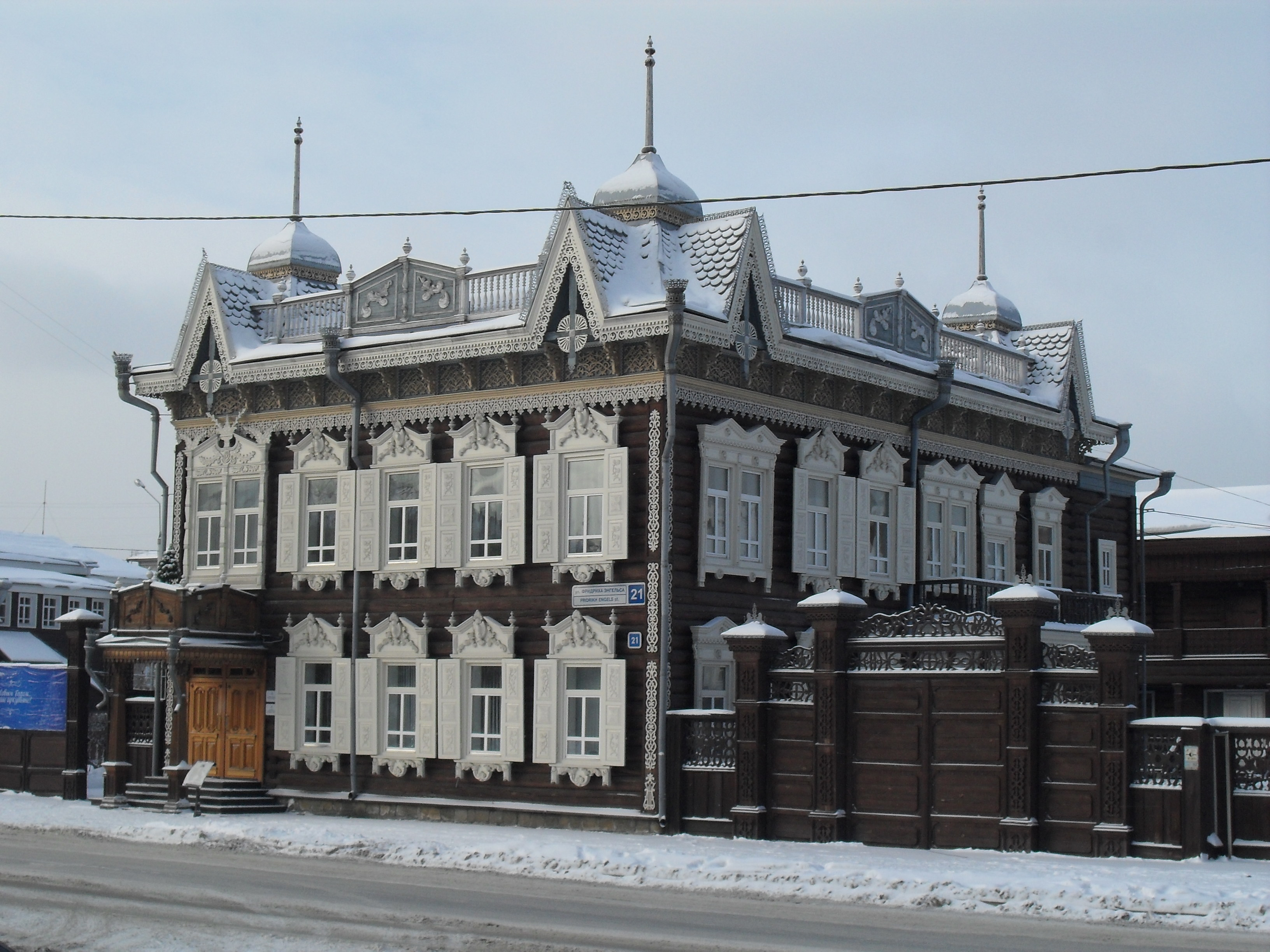
Кружевной дом (восстановлен заново)

На конец 2011 года в Иркутске насчитывалось 761 памятник деревянного зодчества. Из них 28 объектов числились под федеральной охраной, 36 — региональной и 485 — муниципальной; 156 памятников приватизированы.
До пожара 1879 года город оставался почти полностью деревянным. После пожара городская дума запретила деревянное строительство на пяти главных улицах. На рубеже XVIII—XIX веков дома стали строить образцам, разработанными столичным архитекторами. До наших дней дошло несколько образцовых домов того времени, среди которых — дом декабриста П. Муханова на улице Тимирязева; фасад дома выдержан в строгом стиле, а фриз украшен лепными венками. Во 2-й половине XVIII века вместо слюды и натянутого пузыря на окнах стало появляться стекло местного производства. Большинство домов возводилось из бревна или бруса, и лишь немногие более поздней постройки обшивались тёсом и красились. Крыша в конце XVIII — начале XIX была крутой двускатной и называлась горбатой. Позднее получила распространение четырёхскатная крыша. Нередко дома строились на подклете — нижнем срубе, на который ставилась клеть. В клети размещалась горница, в подклете — кладовая. Иногда устраивался мезонин и антресольный этаж. Дворы огораживались высоким забором.

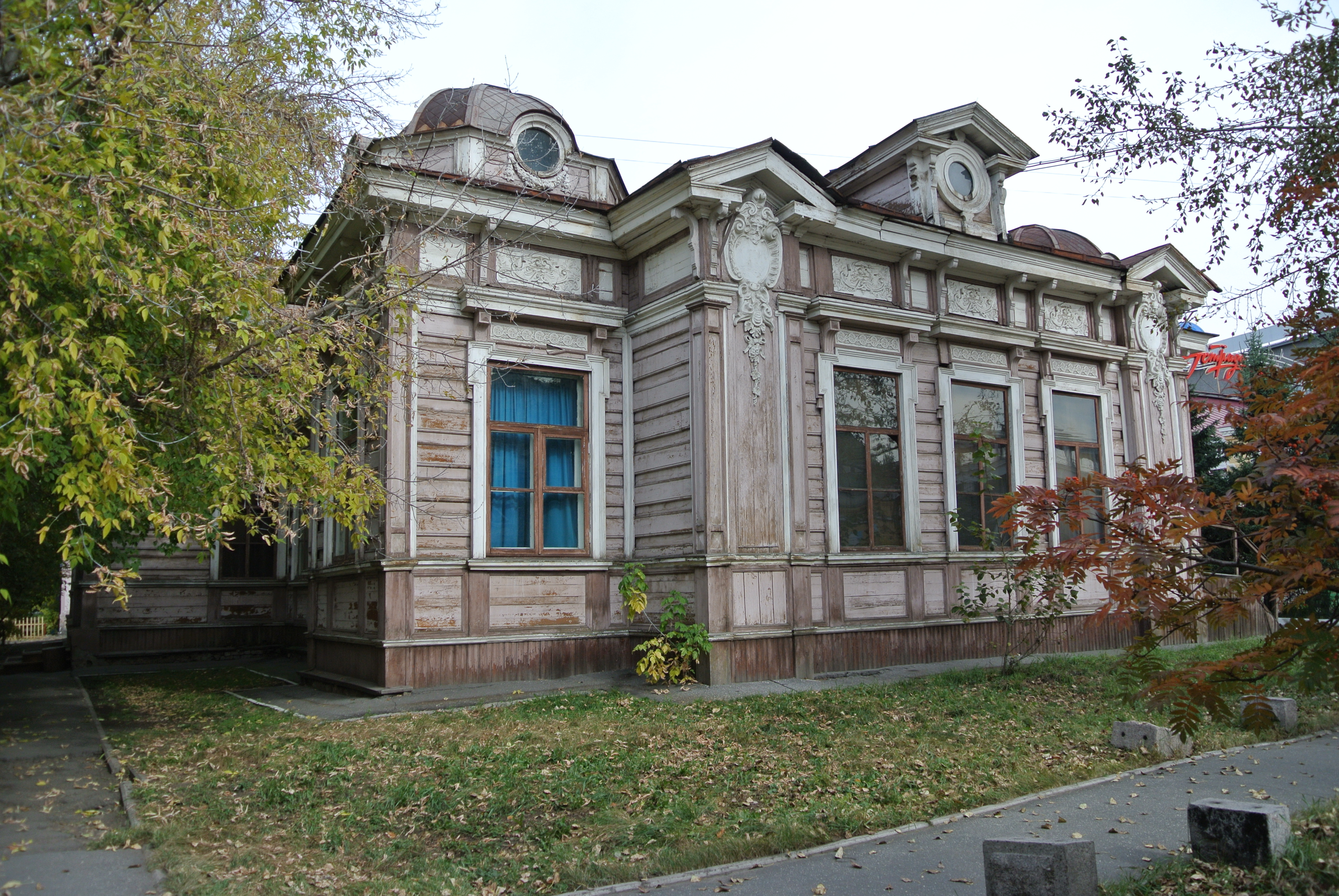
Дом актёра

Резьба сосредоточена на крыльце, карнизах, наличниках и ставнях. Деревянный декор выполнен в стиле классицизма и более позднего для Иркутска барокко. К местным особенностям барочных наличников относят сандрик, состоящий из двух встречных волют, и акротерий. После появления лобзика в конце XIX века рельефная резьба уступила место более простой пропильной, благодаря которой декор распространился не только на наличники, но также и на фриз, карниз и угловые лопатки. Образцом применения пропильной резьбы является здание детского сада на улице Горького. Сохранились также дома рубежа XIX—XX веков, выполненные в стиле модерн с гибкими и текучими линиями декора, узорчатыми цветами и стеблями. В этом стиле выполнен дом Шостаковича на улице Профсоюзной. 
Из-за повышения культурного слоя в центре города до 1,5 метров окна старых домов часто располагаются на одном уровне с проезжей частью и даже ниже.
Старейший дом Иркутска — дом Шубиных, построенный в XVIII веке. Назван по имени дореволюционного владельца — купца Шубина. Одноэтажный дом был срублен «в обло» из сосновых брёвен, позднее обшит досками и декорирован резьбою; со временем ушёл в землю более чем на метр. Сейчас памятник федерального значения представляет собой бесхозное строение, покосившееся от пожаров; а его нахождение в частной собственности препятствует проведению реставрации. Образцом деревянной архитектуры считается богато декорированный Дом Европы, известный также как Кружевной дом. Здание представляет собой копию дома Шастиных XIX века, воссозданную по чертежам в 1999 году. В 2011 году в рамках частно-государственного партнёрства был реализован проект «130-й квартал» с воссозданными домами XVII—XIX веков.

## Разрушение памятников

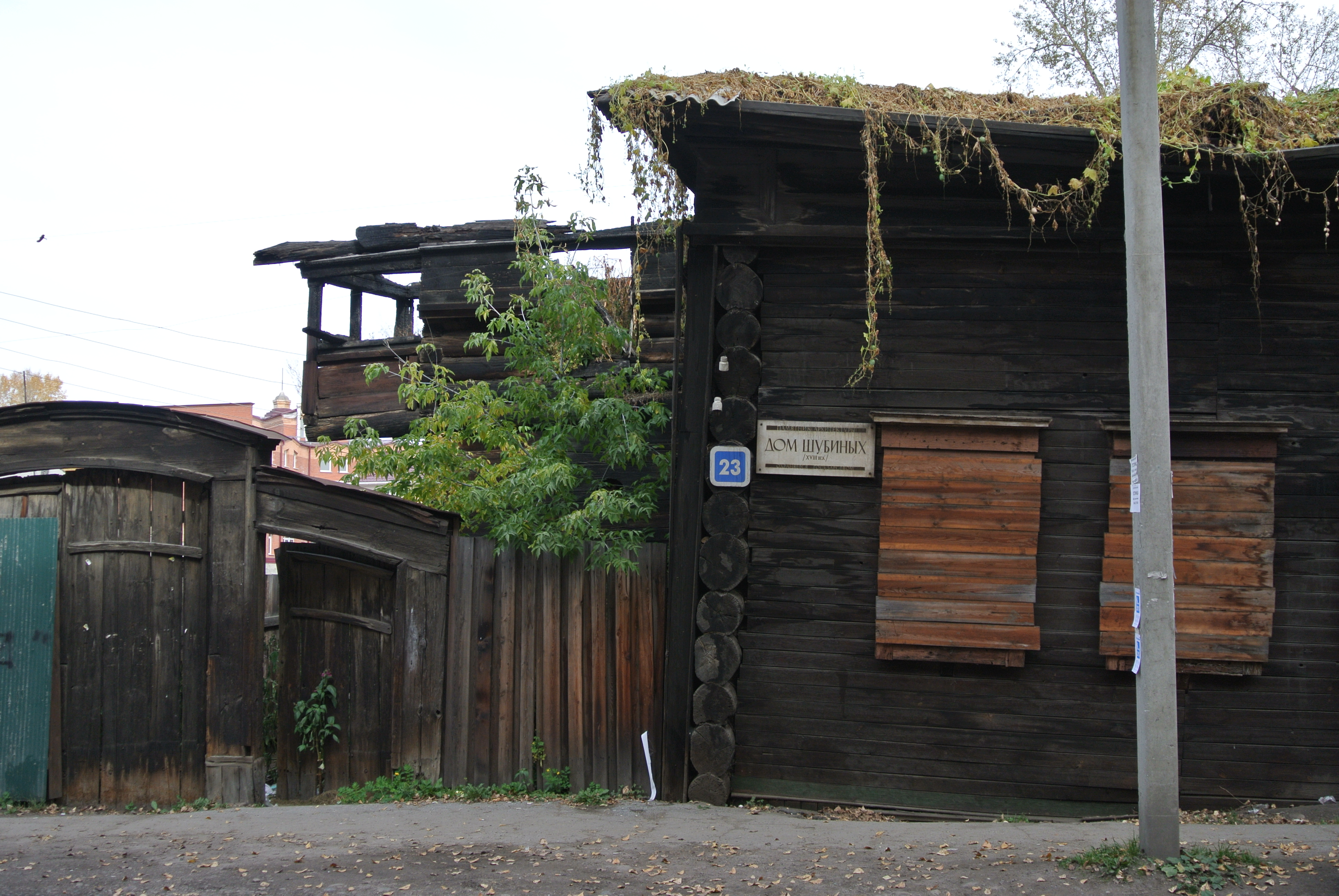
Дом Шубиных (старейший в городе)

Историческая среда Иркутска постепенно разрушается. С 2004 по 2011 год свыше 300 объектов культурного наследия были выведены из-под охраны государства и уничтожены. Регулярно устраиваются поджоги деревянных домов. Под действием влаги разрушаются фундаменты, с установкой пластиковых окон исчезают наличники, фасады утрачивают художественную ценность.
Городские власти неоднократно выступали за перенос ряда памятников в специальные зоны и снос ветхих строений, не представляющих, по их мнению, исторической ценности. Центр сохранения культурного наследия выступал против такого сноса и настаивал на том, чтобы объекты культурного наследия оставались на своих местах. Экспертное сообщество считает, что ни муниципалитет, ни область не располагают достаточными полномочиями и финансовыми ресурсами для сохранения памятников, и возлагает ответственность за их судьбу в большей мере на федеральную власть.
Среди других утраченных ценностей в постперестроечное время — окончательно разрушенные в 2011 году Курбатовские бани и Красные казармы. В годы советской власти были утрачены деревянные Амурские ворота, арка цесаревича, снесённый в 1961 году Горбатый дом.

## Парки и скверы

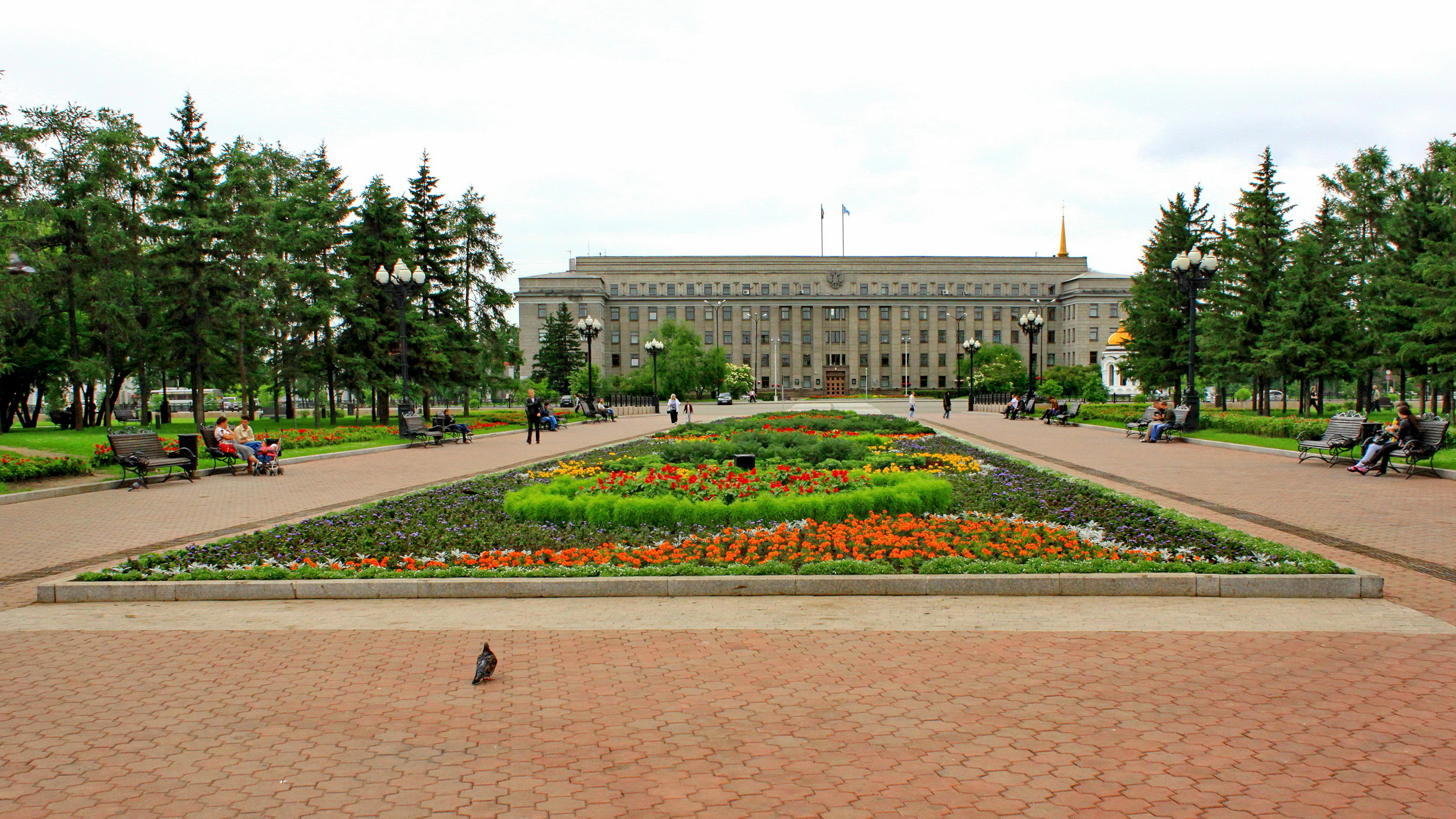
Сквер Кирова — центр города

В городе имеется свыше 40 парков и скверов площадью 360 гектаров; площадь цветников составляет 9 тыс. м².
Всего в Иркутске и его окрестностях произрастает 1105 видов растений, 58 из которых включены в красную книгу области. Главные улицы украшают цветочные скульптуры зверей. Работы по озеленению улиц осуществляет «Восточная строительная компания». Действует 12 фонтанов, 4 из которых — свето-динамические.
Двенадцать зелёных массивов общей площадь 5,5 тыс. га занимают почти 42 % территории города, среди них: Плишкинский лес, Кайская роща, Ботанический сад, роща «Звёздочка», роща на Синюшиной Горе, район курорта «Ангара», Ново-Мельниково, дендропарк Академгородка, районы Юбилейного, Ершовского, станций Батарейной и Вересовки.
К парковым зонам относятся парк Парижской коммуны, реликтовый сад Томсона, Каштаковская роща, сквер у площади Графа Сперанского, парк усадьбы Сукачёва, Театральный сквер, острова Конный, Юность и другие. Детские аттракционы работают в парках «Чиполлино», Комсомольском, «Гулливер». В центральном парке культуры и отдыха, образованном на месте бывшего Иерусалимского кладбища, открыта зоогалерея. До революции в разное время существовали Интендантский и Баснинский сады, сад Царь-Девица.

## Кладбища

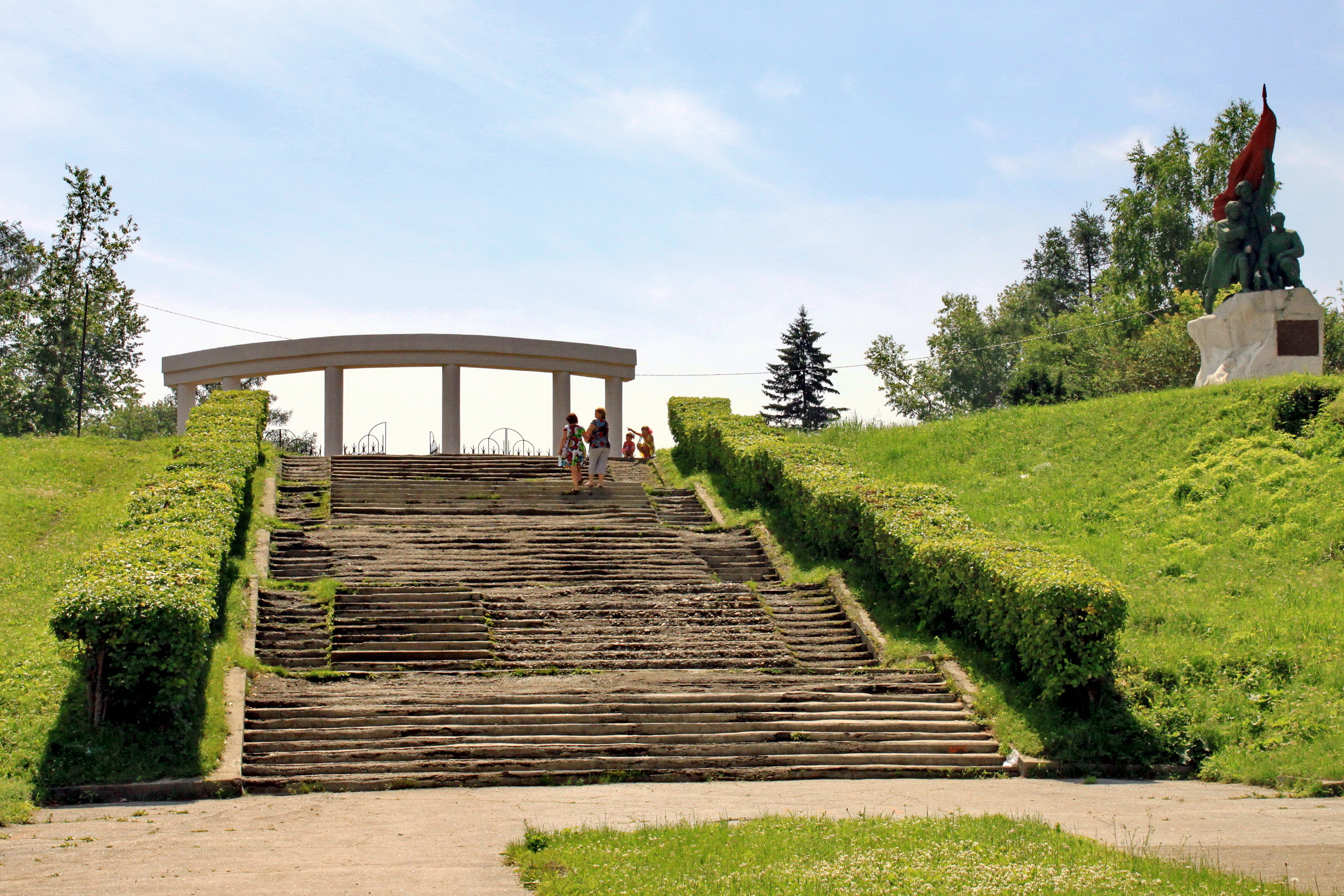
Центральный парк культуры и отдыха до реконструкции

В Иркутске действуют Ново-Ленинское, Радищевское, Александровское и Батарейное кладбища. Закрыты Лисихинское, Глазковское и Татарское (Нижняя Лисиха) кладбища. На Лисихинском находятся погребения воинов, умерших от ран в годы Великой Отечественной войны. В нескольких километрах от Иркутска расположено мемориальное кладбище Пивовариха, на котором захоронено свыше 15 тысяч жертв сталинских репрессий.
Ранние погребения русских производились в XVII веке под стенами острога: в этом месте было обнаружено 379 захоронений в гробах и колодах, выдолбленных их целого дерева, более половины усопших — дети. До эпидемии чумы и указа «О мерах к прекращению эпидемий и устройству кладбищ» от 1771 года умерших хоронили в основном при церквях. Сохранилось несколько могил в ограде Знаменского монастыря, среди которых и могила Григория Шелихова. Русское нецерковное кладбище было открыто в конце XVIII века на горе, впоследствии получившей название Иерусалимской. Иерусалимское кладбище долгое время было основным в городе, действовало до 1920-х годов. Всего на кладбище насчитывается около 100 тысяч могил. В пределах кладбища были выделены участки для католиков и евреев. В 1932 году было принято решение разместить на месте кладбища городской парк культуры и отдыха, открытие которого состоялось в 1957 году. С XVIII века у Крестовоздвиженской церкви существовало лютеранское кладбище, на котором был похоронен первый иркутский губернатор К. Фрауендорф. Погребения производились на Старо-Глазковском, Ново-Ленино скитском, военном в Рабочем предместье, Знаменском и Ремесленно-Слободском кладбищах на Знаменской горе. Все они до 1940-х годов прекратили существование. Сохранилась братская могила белочехов на Старо-Глазковском кладбище, могилы декабристов В. А. Бечаснова, А. З. Муравьёва, П. А. Муханова, Н. А. Панова, И. В. Поджио, А. П. Юшневского, жены декабриста Е. И. Трубецкой. В пределах города обнаружены древние захоронения Глазковского, Лисихинского и Гороховского некрополей, возраст которых датируется 7 тысячами лет.